# Reißbach
Der Reißbach (tschechisch Dračice) ist ein rechter Nebenfluss der Lainsitz in Tschechien und Österreich.

## Verlauf
Die Dračice entspringt im Naturpark Česká Kanada in der Javořická vrchovina nordöstlich von Kaproun auf einer Höhe von 668 m n.m. Seine Quelle befindet sich auf der Hochfläche südlich des Vysoký kámen (Markstein, 738 m) bzw. südwestlich des Velký kopec (Plachaberg, 692 m) im Naturschutzgebiet Kaproun. Der Bach wird in mehreren kleinen Weihern gestaut und fließt nahe der früheren Grenze Böhmens zu Mähren nach Süden. Westlich von Rožnov wird er im Klenovský rybník (Pocherteich) gestaut. Auf seinem weiteren Lauf nach Südwesten speist der Bach den Horní Žišpašský rybník und Dolní  Žišpašský rybník (Sichelbacher Teiche). Unterhalb von Blato wird das Tal der Dračice von einer Bunkerlinie des Tschechoslowakischen Walls durchquert, danach fließt der Bach in den Teich Osika (Aspateich). Ab der Station Hůrky folgt die Schmalspurbahn Jindřichův Hradec–Nová Bystřice seinem Tal. Über Terezín, Albeř und Nová Bystřice, wo er im Novobystřičský rybník (Bistritzer Teich) und Mníšský rybník (Münichschläger Teich) gestaut wird, erreicht der Bach bei dem erloschenen Dorf Mnich die österreichische Grenze.
Auf dem folgenden Abschnitt, der über Griesbach, die Alttürnauhäuser und Türnau bis zum Schloss Hörmanns führt, trägt er den Namen Kastenitzer Bach – er ist dabei nicht zu verwechseln mit dem in Tschechien als Koštěnický potok bezeichneten Neumühlbach, der in unmittelbarer Nachbarschaft entspringt. Der Name leitet sich von einem slawischen Personennamen *Gost (slaw. gostъ 'Gast') und der Endung -ica ab.
An der Wilden Jagd in Hörmanns bei Litschau mündet der sechs Kilometer nördlich im Teich Blanko bei den Blankohäusern entspringende und von Haugschlag zufließende Reißbach ein. Ab dieser Stelle wird der Kastenitzer Bach als Reißbach bezeichnet. Nachfolgend  wird der Bach in Litschau im Herrensee und Schönauer Teich gestaut.
Von Litschau bis Gopprechts folgt die Schmalspurbahnstrecke Litschau–Groß Gerungs dem Tal des Reißbaches.
Über Schönau bei Litschau, Reichenbach, Gopprechts und Schönauhäuser fließt der Bach nach Süden, ändert dann seine Richtung in einem mäanderreichen Lauf westwärts. An Galthof vorbei, fließt er bei der ehemaligen Tofziegelmühle und dem erloschenen Dorf Nová Ves u Klikova  wieder auf tschechisches Gebiet. Entlang der Dračice liegen in Tschechien noch die Orte Velký Londyn, Františkov, Stařice, Paříž und Klikov.
Nördlich von Suchdol nad Lužnicí mündet die Dračice nach 46 Kilometern, die etwa zur Hälfte in Österreich und Tschechien liegen, in 443 m n.m. in die Lainsitz. Ihr Einzugsgebiet beträgt 152 km².
Der Reißbach bildete auf dem Abschnitt zwischen Kößlersdorf / Nová Ves und seiner Mündung früher die Grenze zwischen Niederösterreich und Böhmen. Seit der 1920 durch den Vertrag von Saint-Germain erfolgten Zuordnung von niederösterreichischem Gebiet an die Tschechoslowakei wurde die österreichisch-tschechische Grenze nach Süden an die Lainsitz verschoben.

## Zuflüsse
- Bystřický potok (r), in Nová Bystřice
- Reißbach (r), in Hörmanns bei Litschau
- Föhrenbach (l), unterhalb Schönau bei Litschau
- Wielingsbach (l), in Gopprechts
- Eichbach (l), bei den Schönauhäusern
- Rottalgraben (r), unterhalb der Schönauhäuser
- Hraniční potok (r), an der Staatsgrenze bei Nová Ves
- Lunkowitzbach (l), an der Staatsgrenze bei Nová Ves